# Terminal POS

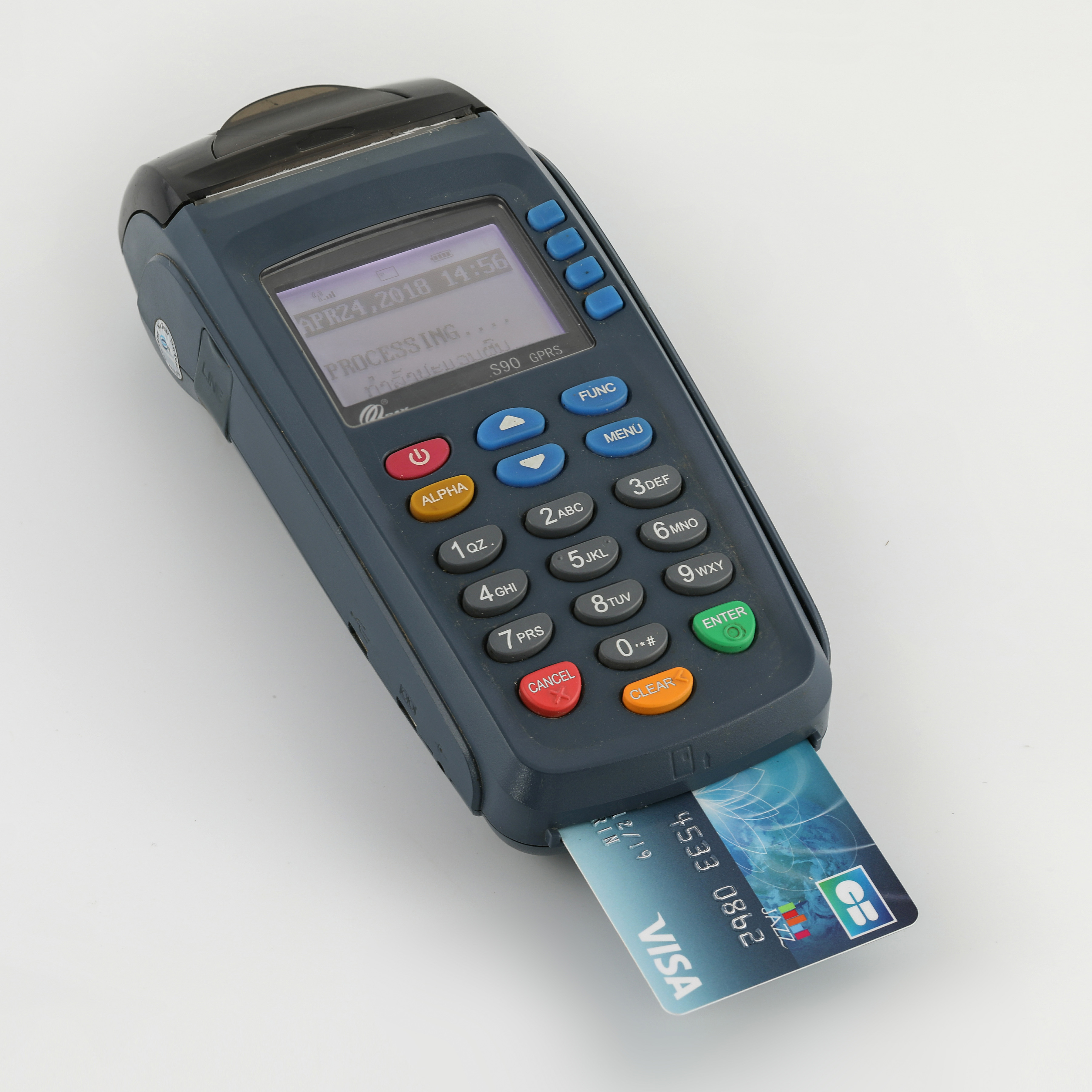
Terminal POS

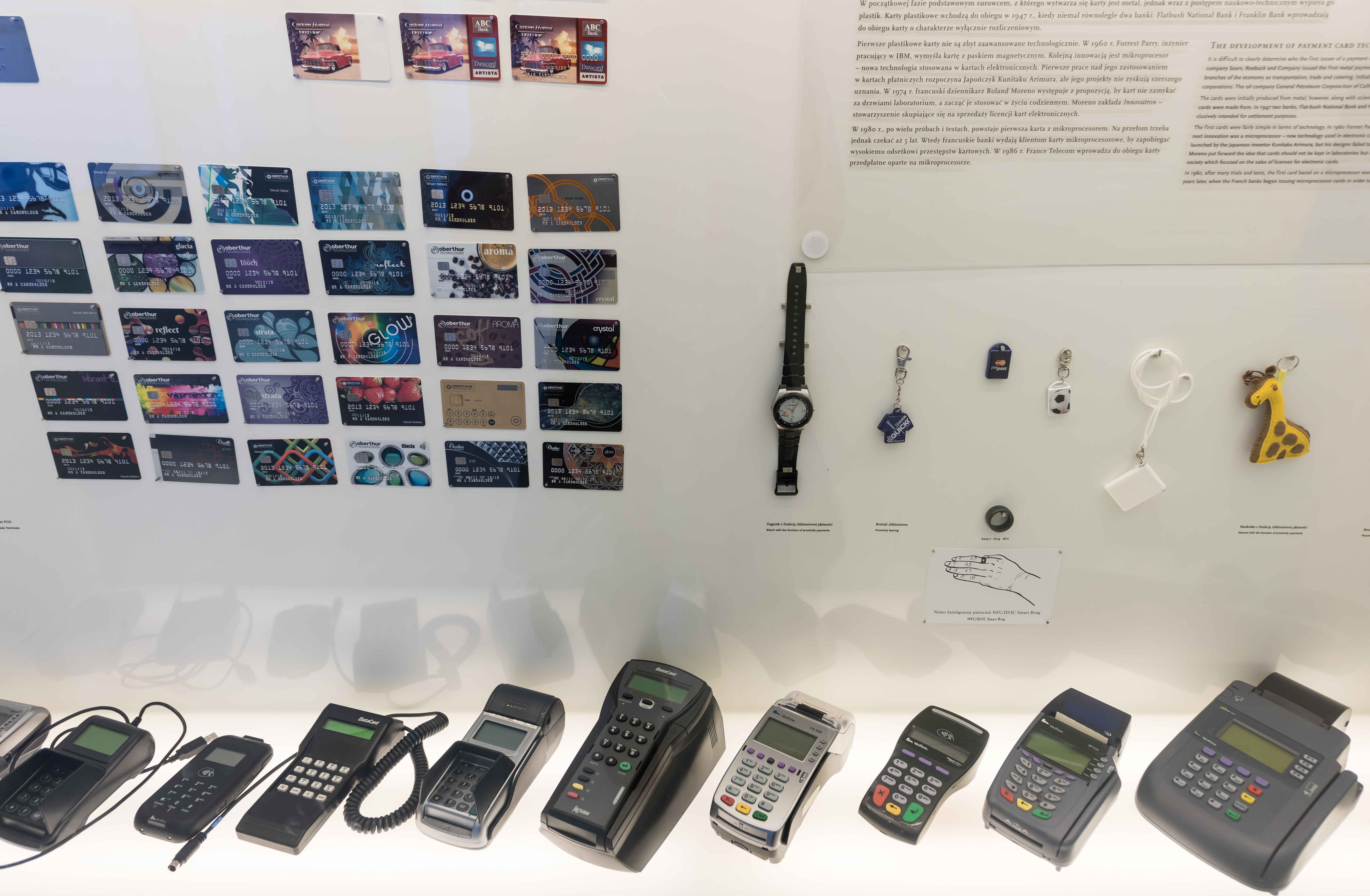
Różne typy terminali na wystawie w Centrum Pieniądza NBP im. Sławomira S. Skrzypka

Terminal POS (ang. point of sale – punkt handlowy) – urządzenie instalowane w punktach handlowo-usługowych. Używane do kontaktu z bankiem za pośrednictwem centrum autoryzacyjnego (acquirer) w sytuacji, gdy klient za nabywany towar lub usługę płaci kartą płatniczą lub np. BLIKiem w celu rozliczenia transakcji.
W Polsce działa kilkanaście spółek uwierzytelniających płatności kartami. Są to m.in.: Polskie ePłatności, PayTel, Elavon, eService, Polcard Fiserv, ITCARD (Planet Pay), Bank Pekao S.A., ING Bank Śląski, SumUp, Worldline, Adyen.

## Terminal komputerowy POS
Jest specjalizowaną odmianą komputera typu PC. Najczęściej budowane są w oparciu o przemysłowe architektury PC (zintegrowane płyty główne wraz z procesorem czasami i dyskiem typu flash) i specjalizowane pod kątem długiej bezawaryjnej pracy na stanowiskach sprzedaży.
Obecnie standardem jest zaopatrzenie terminalu POS w ekran dotykowy, pozwalający operatorowi na intuicyjną i szybką pracę. Istnieją jednak systemy, gdzie zastosowanie ma klawiatura kasowa (np. niektóre supermarkety), dlatego najczęściej producent oferuje kilka wariantów danego terminala – z lub bez monitora dotykowego.
Coraz częściej wraz z POS-em zintegrowane są inne komponenty, takie jak czytniki kart magnetycznych, klucze RFID, czytniki kart zbliżeniowych, szuflady kasowe. Niektóre wykonania POS-ów posiadają dodatkowe porty VGA (np. 2-3) do podłączenia dodatkowych monitorów (dla Klienta, do celów reklamowych – np. film o produktach polecanych). Większość nowych POS-ów posiada także dużą liczbę portów szeregowych (RS232C), zarówno beznapięciowych, jak i napięciowych (z zasilaniem). Używane są one do podłączania szuflad kasowych, czytników laserowych, drukarek etykiet, drukarek fiskalnych. Niektóre wykonania terminali oferują dedykowane porty szuflady, jednakże najczęściej są one dopasowane do szuflad danego producenta i w warunkach polskich częściej używane są szuflady podłączane do drukarek fiskalnych.

## Producenci
Praktycznie wszystkie duże firmy przemysłu elektronicznego produkują specjalizowane pod kątem stanowisk sprzedaży rozwiązania. Poczynając od IBM, NCR, Toshibę, Sony, Tyco Electronics (marka ELO), kończąc na rodzimych producentach oferujących często równie dobre, a czasami i trzykrotnie tańsze rozwiązania.

## Użycie
Nie jest to regułą, jednakże najczęściej komputery POS pracują z platformą Microsoft Windows, iPad lub tabletami z systemem Android i aplikacjami wspomagającymi sprzedaż. W wypadku dużych wdrożeń aplikacje takie są pisane pod danego klienta (vide ogólnoeuropejskie sieci marketów czy restauracji), jednakże istnieje szeroki rynek aplikacji POS dostosowanych do różnych sektorów rynku i potrzeb użytkowników.

## Gwarancja i serwis
Terminale POS projektowane są jako urządzenia niezawodne, zdarzają się jednak wypadki niezależne od wykonania urządzenia, jak zalania, zatłuszczenie (szczególnie kiedy stanowisko sprzedaży znajduje się blisko miejsca produkcji – np. kuchni), upadki. Część zagranicznych terminali jest odporna na uszkodzenia, są wykonywane w formie wodoodpornej (stopień ochrony IP65) i bez elementów ruchomych. Rodzimi producenci nie oferują takiej jakości, najczęściej terminale posiadają elementy ruchome. Duże korporacje oferują usługi wsparcia i wymiany nawet w następny dzień roboczy, mniejsi vendorzy niestety nie mogą zagwarantować takich czasów reakcji (najczęściej gwarancja producenta obejmuje następny dzień roboczy na terenie całej Europy). Pewnym plusem rozwiązań mniejszych firm jest użycie standardowych elementów komputera, które można wymienić bądź zdiagnozować. Zagraniczne terminale budowane są w oparciu o specjalnie projektowane płyty główne pasujące jedynie do jednego modelu danego producenta. Nie ma możliwości wymiany bądź sprowadzenia takiego komponentu (najczęściej płyta zawiera sterownik nakładki, kartę grafiki, porty szuflad, procesor i czasami pamięć trwale połączoną z płytą).